# Montsegur (Droma)
Montségur-sur-Lauzon és un municipi francès situat al departament de la Droma i a la regió d'Alvèrnia-Roine-Alps. L'any 2007 tenia 1.142 habitants.

## Demografia

### Població
El 2007 la població de fet de Montségur-sur-Lauzon era de 1.142 persones. Hi havia 480 famílies de les quals 123 eren unipersonals (52 homes vivint sols i 71 dones vivint soles), 182 parelles sense fills, 139 parelles amb fills i 36 famílies monoparentals amb fills.
La població ha evolucionat segons el següent gràfic:
Habitants censats

### Habitatges
El 2007 hi havia 588 habitatges, 486 eren l'habitatge principal de la família, 73 eren segones residències i 30 estaven desocupats. 482 eren cases i 99 eren apartaments. Dels 486 habitatges principals, 335 estaven ocupats pels seus propietaris, 131 estaven llogats i ocupats pels llogaters i 20 estaven cedits a títol gratuït; 3 tenien una cambra, 21 en tenien dues, 71 en tenien tres, 143 en tenien quatre i 248 en tenien cinc o més. 342 habitatges disposaven pel capbaix d'una plaça de pàrquing. A 194 habitatges hi havia un automòbil i a 259 n'hi havia dos o més.

### Piràmide de població
La piràmide de població per edats i sexe el 2009 era:
| Homes | Edats   | Dones |
| ----- | ------- | ----- |
| 0     | 95 o +  | 0     |
| 0     | 90 a 94 | 0     |
| 4     | 85 a 89 | 4     |
| 4     | 80 a 84 | 12    |
| 12    | 75 a 79 | 24    |
| 16    | 70 a 74 | 20    |
| 28    | 65 a 69 | 12    |
| 36    | 60 a 64 | 60    |
| 44    | 55 a 59 | 44    |
| 40    | 50 a 54 | 16    |
| 32    | 45 a 49 | 28    |
| 28    | 40 a 44 | 40    |
| 52    | 35 a 39 | 36    |
| 48    | 30 a 34 | 32    |
| 20    | 25 a 29 | 24    |
| 12    | 20 a 24 | 8     |
| 20    | 15 a 19 | 36    |
| 12    | 10 a 14 | 44    |
| 32    | 5 a 9   | 64    |
| 28    | 0 a 4   | 32    |

## Economia
El 2007 la població en edat de treballar era de 731 persones, 519 eren actives i 212 eren inactives. De les 519 persones actives 461 estaven ocupades (246 homes i 215 dones) i 58 estaven aturades (29 homes i 29 dones). De les 212 persones inactives 86 estaven jubilades, 52 estaven estudiant i 74 estaven classificades com a «altres inactius».

### Ingressos
El 2009 a Montségur-sur-Lauzon hi havia 486 unitats fiscals que integraven 1.183 persones, la mediana anual d'ingressos fiscals per persona era de 18.971 €.

### Activitats econòmiques
Dels 58 establiments que hi havia el 2007, 2 eren d'empreses alimentàries, 1 d'una empresa de fabricació de material elèctric, 7 d'empreses de fabricació d'altres productes industrials, 11 d'empreses de construcció, 7 d'empreses de comerç i reparació d'automòbils, 3 d'empreses de transport, 2 d'empreses d'hostatgeria i restauració, 2 d'empreses financeres, 2 d'empreses immobiliàries, 8 d'empreses de serveis, 8 d'entitats de l'administració pública i 5 d'empreses classificades com a «altres activitats de serveis».
Dels 16 establiments de servei als particulars que hi havia el 2009, 2 eren tallers de reparació d'automòbils i de material agrícola, 4 paletes, 2 fusteries, 2 lampisteries, 1 electricista, 1 empresa de construcció, 3 perruqueries i 1 agència immobiliària.
Dels 6 establiments comercials que hi havia el 2009, 1 era una botiga de menys de 120 m², 2 fleques, 1 una carnisseria, 1 una botiga de roba i 1 una botiga de mobles.
L'any 2000 a Montségur-sur-Lauzon hi havia 35 explotacions agrícoles que ocupaven un total de 748 hectàrees.

## Equipaments sanitaris i escolars
El 2009 hi havia 1 escola maternal i 1 escola elemental.

## Poblacions més properes
El següent diagrama mostra les poblacions més properes.